# 帕彭德雷赫特

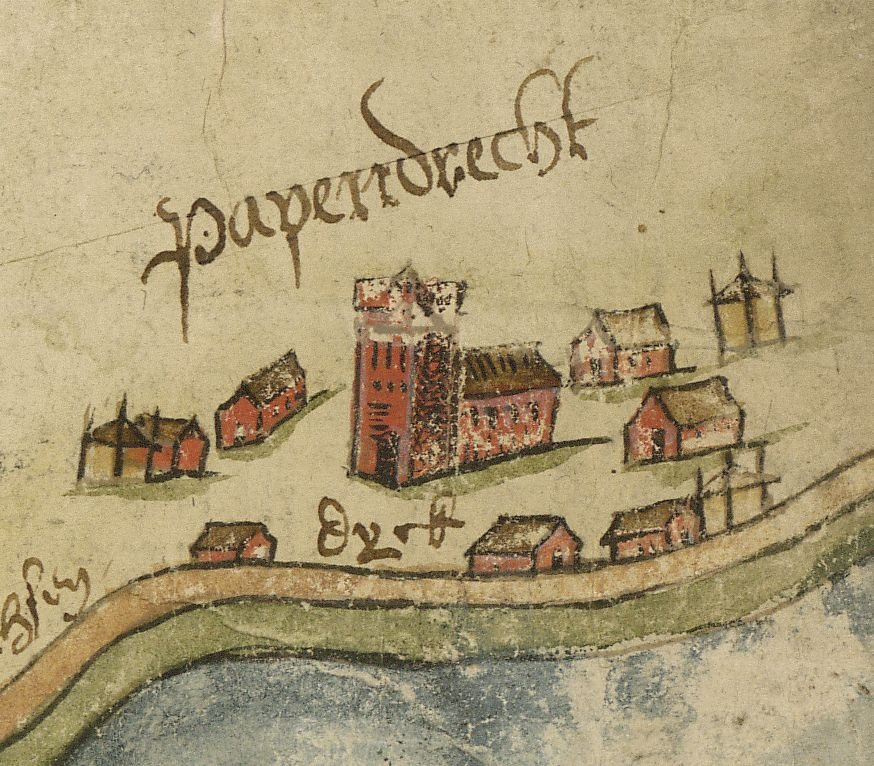
1615年的帕彭德雷赫特细部

帕彭德雷赫特（荷蘭語：Papendrecht，荷蘭語：[ˈpaːpə(n).drɛxt] ⓘ）是荷兰南荷兰省的一个市镇，位于下梅尔韦德河（Beneden Merwede）和诺德河（Noord）的交汇处。2004年人口30,914。面积10.77 km²，其中1.30 km²为水域。